# Phosphatodraco
Phosphatodraco ("fosfátový drak" podle četných ložisek fosfátu v Maroku) byl rod azdarchidního pterodaktyloidního ptakoještěra, který žil v období pozdní svrchní křídy na území dnešního středního Maroka (lokalita Grand Doui, pánev Ouled Abdoun).

## Objev a význam
Materiál typového jedince je označován jako OCP DEK/GE 111 a skládá se z pěti spojených krčních obratlů a jakési neidentifikované kosti. Podle propočtů dosahovalo rozpětí křídel tohoto pterosaura kolem 5 metrů, šlo tedy o poměrně veliký druh. Krční část páteře je u tohoto azdarchida velmi kompletní a vykazuje nezvyklé prodloužení obratlů u báze krku.
Phosphatodraco je jedním z vůbec nejmladších známých ptakoještěrů, který žil krátce před velkým vymíráním na rozhraní křídy a třetihor (kdy všichni pterosauři spolu s dinosaury relativně náhle vymřeli). Je také prvním azdarchidem, známým ze severní Afriky. Jediným dosud známým druhem tohoto rodu je typový druh P. mauritanicus.

## Paleoekologie
Podle některých odhadů dokázali tito ptakoještěři urazit ohromné vzdálenosti. Například zástupci příbuzného rodu Quetzalcoatlus zvládli pravděpodobně přeletět v rozmezí 7 až 10 dní na vzdálenost kolem 16 000 kilometrů, a to jen s relativně malým výdejem energie.